# Морозов, Василий Лаврентьевич
Василий Лаврентьевич Морозов (28 января 1892, д. Першутино, Московская губерния, Российская империя — 12 июня 1957, Иваново, РСФСР, СССР) — советский военачальник, генерал-майор (02.11.1944).

## Биография
Родился 28 января 1892 года в деревне Першутино Клинского уезда Московской губернии (ныне — городской округ Клин Московской области) в семье рабочего. Русский. С 1904 года после окончания начальной школы жил в Москве, работал упаковщиком в стекольно-зеркальном магазине, учеником в стекольно-зеркальных мастерских, сторожем и молотобойцем на игольной фабрике.

### Военная служба

#### Первая мировая война и революция
В сентябре 1915 года был мобилизован на военную службу и направлен на Западный фронт в 113-й Старорусский пехотный полк 29-й пехотной дивизии 20-го армейского корпуса. Там же окончил учебную команду, произведен в младшие унтер-офицеры и служил затем командиром отделения и помощником командира взвода. Воевал с полком в районе озера Нарочь, под Сморгонью и Вилейкой. В районе Сморгонь был ранен. После Февральской революции 1917 года был избран членом солдатского комитета 6-й роты и членом хозяйственной комиссии при обозе 2-го разряда. Во время Октябрьской революции с полком находился под Ревелем (ст. Разин). В декабре 1917 году был демобилизован и вернулся на родину.

#### Гражданская война
В 1918 года призван в РККА и назначен командиром взвода в 9-й пехотный полк отдельной стрелковой бригады Южного фронта. Член ВКП(б) с апреля 1918 года. С февраля 1919 года командовал батальонами в 99-м Эстонском и 409-м советском стрелковых полках. Воевал с ними в районах Большой Токмак, Геническ, на Перекопе и Чонгарском мосту. В том же году окончил курсы политработников Южного фронта. В июне 1920 года был ранен и до сентября находился в госпитале, после выздоровления командовал батальоном в 34-м запасном полку в городе Архангельске и ротой в 155-м стрелковом полку.

#### Межвоенные годы
После войны с февраля 1922 года был командиром роты в 54-м стрелковом полку в городе Шуе Иваново-Вознесенской губернии. С сентября 1922 года по август 1923 года находился на учёбе на повторных курсах усовершенствования среднего начсостава в Москве, по возвращении в полк назначен командиром батальона. С августа 1927 года по август 1928 года прошел подготовку на курсах «Выстрел», затем командовал отдельным стрелковым батальоном в городе Рыбинске. С апреля 1931 года был командиром и военкомом 27-го отдельного территориального стрелкового батальона в городе Борисоглебске, с сентября — командиром и комиссаром 251-го стрелкового полка 84-й стрелковой дивизии. В ноябре 1933 года переведен на Дальний Восток командиром и комиссаром 6-го отдельного Хабаровского полка ОКДВА. Постановлением ЦИК СССР от 1 сентября 1936 года полковник Морозов был награждён орденом Красной Звезды. С июля 1937 года временно исполнял должность коменданта Усть-Сунгарийского УРа. В июне 1938 года арестован органами НКВД и до июня 1939 года находился под следствием. После освобождения назначен помощником командира 69-й стрелковой дивизии 2-й Отдельной Краснознаменной армии. С декабря 1940 года исполнял должность начальника пехоты 35-й стрелковой дивизии 15-й армии Дальневосточного фронта.

#### Великая Отечественная война
24 августа 1941 года полковник Морозов был назначен командиром 2-й отдельной стрелковой бригады. В августе 1942 года освобожден от должности и зачислен в распоряжение Военного совета фронта, затем в сентябре назначен заместителем командира 40-й стрелковой дивизии 25-й армии. С 23 июля 1943 года по 7 января 1944 года проходил обучение в Высшей военной академии им. К. Е. Ворошилова. После окончания её ускоренного курса направлен в распоряжение Военного совета Белорусского фронта и в конце февраля 1944 года назначен заместителем командира 253-й стрелковой Калинковичской дивизии 65-й армии. 29 апреля 1944 года допущен к командованию 37-й гвардейской стрелковой Речицкой Краснознаменной ордена Суворова дивизией. С июня 1944 года она в составе 65-й армии 1-го Белорусского фронта приняла участие в Белорусской, Бобруйской, Минской, Люблин-Брестской наступательных операциях. За образцовое выполнение заданий командования в боях с немецкими захватчиками при прорыве сильно укрепленной обороны немцев, прикрывающей бобруйское направление, и проявленные при этом доблесть и мужество дивизия была награждена орденом Красного Знамени (02.07.1944), а за овладение городом Барановичи — орденом Кутузова 1-й ст. (27.07.1944). В дальнейшем до 15 сентября дивизия, продолжая преследовать противника, прошла с боями 255 км, форсировала реки Западный Буг, Нарев, после чего перешла к обороне плацдарма на западном берегу р. Нарев. В ноябре 1944 года генерал-майор Морозов переведен командиром 185-й стрелковой Панкратовской дивизии. Фактически же в должность не вступил, а в том же месяце назначен заместителем командира 46-го стрелкового корпуса. До конца войны воевал с ним в 65-й армии на 1-м, а с декабря — 2-м Белорусских фронтах. В 1945 года его соединения отличились в Млавско-Эльбингской, Восточно-Померанской и Берлинской наступательных операциях, при овладении городами Данциг, Штеттин, Штрасбург, Трентов. За умелые действия корпус был награждён орденом Красного Знамени и ему присвоено почётное наименование «Штеттинский». На заключительном этапе корпус вел бои по очищению от противника побережья Балтийского моря в районе городов Барт, Рыбнику.
За время войны комдив Морозов был четыре раза персонально упомянут в благодарственных в приказах Верховного Главнокомандующего.

#### Послевоенное время
После войны продолжал служить заместителем командира 46-го стрелкового Штеттинского Краснознаменного корпуса в СГВ. 30 августа 1946 гвардии генерал-майор Морозов уволен в отставку по болезни.
Приехал на постоянное место жительство на родину жены в Шую. Через год переехал в Иваново. Работал членом областного совета ДОСАРМ. Скоропостижно скончался 12 июня 1957 года. Похоронен на Сосневском кладбище, на мемориальном участке кладбища.

## Награды
- орден Ленина (21 февраля 1945)[7][8]
- два ордена Красного Знамени (23 июля 1944[9], 3 ноября 1944[10][8])
- орден Суворова 2-й степени (10 апреля 1945)[11]
- орден Кутузова 2-й степени (6 апреля 1945)[12]
- орден Богдана Хмельницкого 2-й степени (29 мая[13] или 31 мая 1945) — за умелое и мужественное руководство боевыми операциями и за достигнутые в результате этих операций успехи в боях с немецко-фашистскими захватчиками[14]
- орден Красной Звезды (1 сентября 1936)[12]
  - медали в том числе:
  - «XX лет Рабоче-Крестьянской Красной Армии» (1938)[12]
  - «За победу над Германией в Великой Отечественной войне 1941—1945 гг.» (1945)
  - «За освобождение Варшавы» (1945)

Приказы (благодарности) Верховного Главнокомандующего в которых отмечен В. Л. Морозов.
- За форсирование реки Друть и прорыв сильной, глубоко эшелонированной обороны противника на фронте протяжением 30 километров и продвижение в глубину до 12 километров, а также захват более 100 населенных пунктов, среди которых Ректа, Озеране, Веричев, Заполье, Заболотье, Кнышевичи, Моисеевка, Мушичи, и блокирование железной дороги Бобруйск — Лунинец в районе ст. Мошна, Черные Броды. 25 июня 1944 года. № 118.
- За овладение городом и важным железнодорожным узлом Осиповичи и завершение окружения бобруйской группы немецких войск. 28 июня 1944 года. № 123.
- За овладение областным центром Белоруссии городом Барановичи — важным железнодорожным узлом и мощным укрепленным районом обороны немцев, прикрывающим направления на Белосток и Брест. 8 июля 1944 года. № 132.
- За форсирование реки Шара на участке протяжением и овладение городом Слоним — крупным узлом коммуникаций и мощным опорным пунктом обороны немцев на реке Шара, а также городом Лунинец — важным железнодорожным узлом Полесья. 10 июля 1944 года № 134